# 기셀라 (로타링기아)
로타링기아의 기셀라(Gisela von Nevilles (또는 기슬라(Gisla, 860년/865년 ~ 908년 6월 21일 / 10월 26일)는 카롤루스 왕조 출신 프랑크 왕국의 공주로, 로타링기아의 카롤링거 군주 로타르 2세와 그의 정부 발트라다(Waldrada)의 딸이다.
비만왕 카를 3세에 의해, 882년 라인란트를 침공한 바이킹 고드프리드와 결혼하였으며, 남편 사후 작센 족 백작 디트리히 테오도리히와의 두번째 결혼에서 얻은 딸 프레데루나는 서프랑크의 샤를 3세 생쁠의 아내가 되었다.

## 생애
아버지는 로타링기아의 왕 로타르 2세였고, 어머니는 그의 정부 출신 발트라다였다. 그가 태어났을 때 아버지 로타르 2세는 본처 테우데베르가와 이혼하지 않았으므로 기셀라와 네 남매는 상속권을 인정받지 못했다.
기셀라는 867년에 로타르 2세가 알사스 공국을 양도한 후고, 이르멘가르트, 아를의 테오발트와 결혼한 베르타의 자매였다.
아버지 로타르는 어머니 발트라다가 아들을 낳아준 것으로, 본처와 이혼을 결심하여 이혼 후 발트라다를 정식 왕비로 올렸으나 얼마뒤 869년 사망했다. 아버지 로타르 2세가 죽자마자 로타르 2세와 발트라다의 결혼은, 종조부 독일인 루트비히와 서프랑크 대머리 카를에 ]의해 무효화되었다. 기셀라와 남매들은 사생아로 격하되었다. 이후 기셀라의 초기 생애는 알려진 것이 없다.
882년 라인란트에 침략한 바이킹을 프랑크족 군사가 습격 하는 동안 바이킹 지도자 고트프리드와 비만왕 카를 3세 사이에 평화 협상이 열렸다. 이 평화의 과정에서 바이킹은 침례를 받고 프리슬란트에 정착하며, 프랑크 공주 기셀라를 기독교 아내로 삼았다.
그러나 고드프리드는 곧 협상을 깨진 단어로 해석했고 여름에 다시 라인란트를 침공하였다. 비만왕 카를 3세는 그 후 자신의 공작 백작 하인리히 폰 바벤베르크에게 그를 상대로 현장으로 가라고 지시했다.
884년 하인리히 폰 바벤베르크는 883년 노르만족이 점령한 뒤스부르크 시에서 고트프리트를 쫓아내고 하부 라인란트까지 그를 몰아냈다. 고드프리드가 885년 군대와 함께 라인란트로 돌아 왔을 때, 그는 기셀라의 오라비 후고의 추대를 도왔다는 혐의로 바벤베르크 백작의 공격을 받았다. 곧 하인리히의 매복, 기습공격으로 다른 바이킹 지도자들과 함께 살해되었다.
기셀라는 딸을 바이킹 혹은 다른 프랑크족의 위협으로부터 보호하기 위해 885년 5월에 안전한 수도원으로 피신하였다.
885년 링겔하임 백작이자 작센 백작, 베스트팔리아 백작인 디트리히 테오도리히와 재혼, 딸 프레데루나가 태어났다. 디트리히 테오도리히는 독일 왕 하인리히 1세의 후처 링겔하임의 마틸다의 친정오라비로, 작센 족 부족공작 비두킨트의 후손이었다. 프레데루나는 서프랑크의 샤를 3세 생쁠의 첫 부인이 되었으나, 딸 6명을 낳고 곧 죽었다.
나중에 디트리히 테오도리와 이혼, 디트리히는 프리기아와 덴마크 왕실의 혈통인 레인힐트(Reinhild)와 재혼하였다.
기셀라는 나중에 수녀가 되고 니벨레스(Nivelles)와 포세스(Fosses)의 수녀원장을 역임했다. 907년 6월 21일에 사망했다는 설과 10월 26일 사망했다는 설이 있다.

## 가족 관계
- 할아버지:로타르 1세(795~855)
- 아버지:로타르 2세(835~869)
- 어머니:발트라다(830~869?)
  - 누이:베르타 로타팅기우스
    - 외조카: 이탈리아의 위그

  - 오라비:로타링기아의 후고(855/860~895)
- 남편:고드프리드(?~885)
- 남편:디트리히 테오도리히(858/867 ~ 916/920), 독일 왕 하인리히 1세의 후처 링겔하임의 마틸다의 친정오라비
  - 딸 :프레데루나(887~917)
  - 사위이자 친정 6촌: 샤를 3세
    - 손녀: 기셀라
    - 손녀: 프레데루나
    - 손녀: 아델라이드
    - 손녀: 로트루드
    - 손녀: 이르멘가르트
    - 손녀: 힐데가르트

## 기타
링겔하임의 마틸다의 아들 황제 오토 1세와 그의 딸 프레데루나는 고종-외사촌간이 된다.
그의 손녀이자 프레데루나의 딸 기셀라 역시 바이킹족이 서프랑크를 침략하자, 아버지인 샤를 3세 생쁠이 바이킹족 지도자 롤로를 그리스도교인으로 개종시키는 조건으로 노르망디 영지와 함께 주어졌다.

## 같이 보기
- 메르센 조약
- 카를 3세